# (2611) Boyce
(2611) Boyce – planetoida z grupy pasa głównego okrążająca Słońce w ciągu 5 lat i 112 dni w średniej odległości 3,04 j.a. Została odkryta 7 listopada 1978 roku w Obserwatorium Palomar przez Eleanor Helin i Schelte Busa. Nazwa planetoidy pochodzi od Josepha M. Boyce'a, amerykańskiego naukowca zajmującego się badaniami planet. Przed nadaniem nazwy planetoida nosiła oznaczenie tymczasowe (2611) 1978 VQ5.